# Udoka Oyeka
Udoka Onyeka es un actor, director y cineasta nigeriano. Dirigió el cortometraje Down and Out, nominado en tres categorías, incluido el de mejor cortometraje en los Premios Africa Magic Viewers Choice 2013.

## Biografía
Udoka nació en Dallas, Texas. Dos años después de su nacimiento, su familia regresó a Nigeria, de donde eran originalmente sus padres. Después de completar la escuela secundaria en Lagos, Nigeria, regresó a Texas, donde asistió a la Universidad de Texas, Arlington. Tomó una clase electiva de teatro que despertó su pasión por la actuación y la dirección.
Después de graduarse de la Universidad con un título en Contabilidad, se matriculó en el Theresa Bell Actors Studio donde estudió actuación. Se mantuvo a sí mismo a través de la escuela de teatro actuando en el teatro comunitario.

## Carrera profesional
Comenzó su carrera como actor en obras de teatro escolares mientras estaba en la Universidad. También actuó en el teatro comunitario. 
 A su regreso a Nigeria, lanzó su primer largometraje, ZR-7: The Red House Seven en agosto de 2011. Después de eso, lanzó su primer cortometraje, Down and Out, que fue nominado al premio al mejor cortometraje en los premios African Magic Viewer's Choice Awards de 2013.
En 2013, dirigió una película de concienciación sobre el cáncer titulada "Living Funeral", producida por la Pink Pearl Foundation. La película fue nominada a 8 premios en los premios African Magic Viewers Choice Awards.
En 2018, fue nominado en la categoría de Actor más prometedor del año (inglés) en los City People Movie Awards.

## Filmografía

### Como director
1. ZR-7 :The Red House Seven (2011)
2. Down and Out (2012)
3. Living Funeral (2014)
4. No Good Turn (2015)
5. Las Gidi Vice (2017)
6. Three Thieves (2019)[9][10]
7. Listen (2020)
8. The Razz Guy (2021)
9. Price of Admission (2021)

### Como actor
- Tinsel
- Gidi Up
- ...When Love Happens
- No Good Turn (2015)
- The First Lady (2015)
- Lunch Time Heroes (2015)[11]
- Sylvia (2018)[12]
- Coming from Insanity (2019)

## Premios y nominaciones
| Año  | Premiación                           | Categoría              | Nominado       | Resultado | Ref.   |
| ---- | ------------------------------------ | ---------------------- | -------------- | --------- | ------ |
| 2013 | Premios Africa Magic Viewers 'Choice | Mejor cortometraje     | Down and Out   | Nominado  | [ 1 ]  |
| 2014 | Premios Africa Magic Viewers 'Choice | Mejor película (drama) | Living Funeral | Nominado  | [ 13 ] |